# Nowe Tajpej
Nowe Tajpej (chiń. 新北; pinyin Xīnběi; pe̍h-ōe-jī Sin-pak) – miasto na Tajwanie, jedno z sześciu miast wydzielonych i zarazem najludniejsze miasto Republiki Chińskiej.
Zgodnie z decyzją tajwańskiego Zgromadzenia Narodowego z czerwca 2009 roku, dnia 25 grudnia 2010 roku w wyniku przekształcenia dotychczasowego powiatu Tajpej w jednolity obszar miejski powstało nowe miasto Xinbei. Wraz z utworzeniem Xinbei prawa miejskie straciły Banqiao, Luzhou, Sanchong, Shulin, Tucheng, Xizhi, Xindian, Xinzhuang, Yonghe i Zhonghe, stając się dzielnicami nowego miasta.
Przed utworzeniem nowego miasta sprawa jego nazwy była przedmiotem ostrych kontrowersji. Politycy opozycyjnej Demokratycznej Partii Postępowej organizowali demonstracje przeciwko decyzji władz o zapisie w transkrypcji hanyu pinyin. 31 grudnia 2010 roku tajwańskie Ministerstwo Spraw Wewnętrznych przychyliło się do decyzji władz lokalnych i podjęło decyzję o używaniu w tłumaczeniach na języki obce nazwy Nowe Tajpej.
Z powierzchnią 2052 km² i populacją 3,8 mln Nowe Tajpej jest największym miastem Republiki Chińskiej. Zarówno pod względem liczby ludności jak i powierzchni przewyższa stolicę Tajwanu, Tajpej, które jest enklawą w obrębie nowego miasta.
W mieście swoją siedzibę ma m.in. przedsiębiorstwo elektroniczne AVer Information.

## Podział administracyjny
Miasto Nowe Tajpej dzieli się na 29 dzielnic:
| Nazwa     | Chiński | Populacja (2010) | Powierzchnia (km²) |
| --------- | ------- | ---------------- | ------------------ |
| Bali      | 八里區  | 34 791           | 39,4933            |
| Banqiao   | 板橋區  | 554 596          | 23,1373            |
| Danshui   | 淡水區  | 143 481          | 70,6565            |
| Gongliao  | 貢寮區  | 13 776           | 99,9734            |
| Jinshan   | 金山區  | 22 380           | 49,2132            |
| Linkou    | 林口區  | 83 165           | 54,1519            |
| Luzhou    | 蘆洲區  | 197 793          | 8,321              |
| Pinglin   | 坪林區  | 6537             | 170,8350           |
| Pingxi    | 平溪區  | 5344             | 71,3382            |
| Ruifang   | 瑞芳區  | 42 432           | 70,7336            |
| Sanchong  | 三重區  | 389 968          | 16,3170            |
| Sanxia    | 三峽區  | 103 450          | 191,4508           |
| Sanzhi    | 三芝區  | 23 263           | 65,9909            |
| Shenkeng  | 深坑區  | 23 241           | 20,5787            |
| Shiding   | 石碇區  | 7973             | 144,3498           |
| Shimen    | 石門區  | 12 700           | 51,2645            |
| Shuangxi  | 雙溪區  | 9729             | 146,2484           |
| Shulin    | 樹林區  | 176 077          | 33,1288            |
| Taishan   | 泰山區  | 76 470           | 19,1603            |
| Tucheng   | 土城區  | 238 477          | 29,5578            |
| Wanli     | 萬里區  | 22 009           | 63,3766            |
| Wugu      | 五股區  | 79 958           | 34,8632            |
| Wulai     | 烏來區  | 5811             | 321,1306           |
| Xindian   | 新店區  | 296 411          | 120,2255           |
| Xinzhuang | 新莊區  | 402 204          | 19,7383            |
| Xizhi     | 汐止區  | 189 618          | 71,2354            |
| Yingge    | 鶯歌區  | 86 821           | 21,1248            |
| Yonghe    | 永和區  | 234 536          | 5,7138             |
| Zhonghe   | 中和區  | 414 356          | 20,144             |